# Плаваща котва
Плаващата котва е средство за забавяне на лодка в буря, за да не се засили по наклона на вълна и да се разбие в друга. С намаляване скоростта на кораб в тежко време, плаващата котва може да направи контрола по-лесен. По стандарт плаващата котва се прави, за да има голямо съпротивление при движение във вода и се свързва с дълго въже зад кораба.

## Използване
Повечето плаващи котви се поставят на разстояние половината от дължината на вълните, за да може котвата да се изкачва при вълна, докато лодката се плъзга по следващата вълна. Найлоново въже се използва за влачене на плаващата котва, защото абсорбира силата на натоварване с разтягане.
Често се използват тежести, например вериги, за да предотвратят издигането на плаващата котва над водата и нейното плъзгане по-повърхността без да оказва необходимото съпротивление.
Въпреки че си приличат по дизайн котвата е по-различна от плаващата котва. Котвата е много по-голяма и се използва, за да забави кораба много или да го спре и основно се спуска от носа на кораба.